# KTC Discos
Kulturně tělovýchovný club "KTC" Discos byl původně protektorátní pražský sportovní spolek, do roku 1945 známý jako Radostně vpřed.
Spolek Radostně vpřed vznikl na podzim 1939 vládním nařízením 30/1939 sb. o tvoření zvláštních sdružení, nepodléhajících zvláštním předpisům o sdružování, a o dozoru na ně. Cílem spolku bylo podchytit volnočasové aktivity Pražanů. Spolek byl úzce napojený na Kuratorium. V lednu 1945 došlo ke změně názvu na KTC Discos. Pod tímto názvem spolek působil do sjednocení tělovýchovy v roce 1948.
Kulturní akce:
- Taneční zábavy

Sportovní odbory:
- Stolní tenis
- Šachy
- Džúdžucu
- zápas Jiu-jitsu (judo)
- Ragby

## Ragby
Spolek Radostně vpřed měl zásadní vliv na obnovu ragby v bývalém Československu na jaře v roce 1944. Do vedení II. skupiny Kuratoria, která měla na starosti tělesnou výchovu, byl od ledna 1944 zvolen Zdeněk Sláma, bývalý hráč ragby z třicátých let dvacátého století. Ve spolku Radostně vpřed byl na jaře utvořen ragbyový odbor a 25. 5. 1944 se po 9leté pauze uskutečnil oficiální zápas v XV ragby mezi Radostně vpřed a HC Blesk. Následovala masivní propagace tohoto sportu v tisku i v rozhlase. Renomované sportovní kluby začaly utvářet ragbyové odbory. Na podzim 1944 vznikl ragbyový odbor při LTC Praha (dnešní RC Praga), který jako vysoce populární pražský klub spolku Radostně vpřed přetáhl téměř celý tým. Tím prakticky ragby u spolku Radostně vpřed zaniklo.